# Darnell Jackson

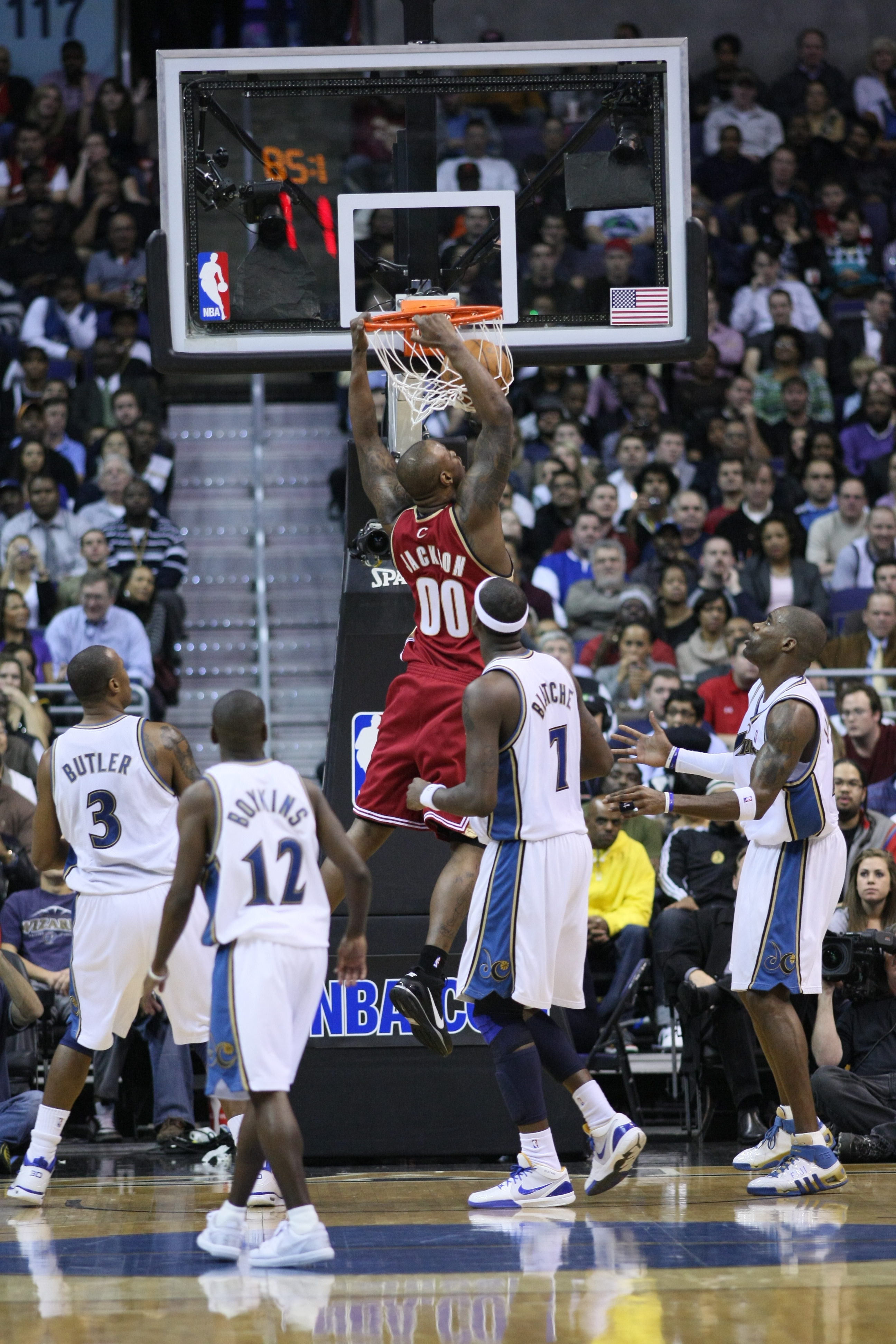
Darnell Jackson

Darnell Edred Jackson (Oklahoma City, Oklahoma, 7 de novembro de 1985) é um jogador profissional de basquetebol norte-americano que atualmente defende a equipe do Cleveland Cavaliers da NBA.